# Amesiodendron
Amesiodendron Hu  é um género botânico pertencente à família Sapindaceae.

## Espécies
Apresenta três espécies:
- Amesiodendron chinense
- Amesiodendron integrifoliolatum
- Amesiodendron tienlinensis